# Miami Gardens
Miami Gardens es una ciudad ubicada en el condado de Miami-Dade en el estado estadounidense de Florida. En el Censo de 2010 tenía una población de 107.167 habitantes y una densidad poblacional de 2.175,58 personas por km².

## Geografía
Miami Gardens se encuentra ubicada en las coordenadas 25°56′56″N 80°14′37″O / 25.94889, -80.24361. Según la Oficina del Censo de los Estados Unidos, Miami Gardens tiene una superficie total de 49.26 km², de la cual 47.22 km² corresponden a tierra firme y (4.14%) 2.04 km² es agua.

## Demografía
Según el censo de 2010, había 107.167 personas residiendo en Miami Gardens. La densidad de población era de 2.175,58 hab./km². De los 107.167 habitantes, Miami Gardens estaba compuesto por el 18.31% blancos, el 76.31% eran afroamericanos, el 0.25% eran amerindios, el 0.6% eran asiáticos, el 0.03% eran isleños del Pacífico, el 2.26% eran de otras razas y el 2.25% pertenecían a dos o más razas. Del total de la población el 22.03% eran hispanos o latinos de cualquier raza.

## Educación
Las Escuelas Públicas del Condado de Miami-Dade gestiona escuelas públicas. Miami Gardens tiene la Escuela Secundaria Carol City y la Escuela Secundaria Miami Norland.
El Sistema de Bibliotecas Públicas de Miami-Dade gestiona la biblioteca North Dade Regional.

## Deportes
Los Miami Dolphins de la National Football League y los Miami Hurricanes de fútbol americano universitario juegan de local en el Hard Rock Stadium (anteriormente el Sun Life Stadium) de Miami Gardens. Allí se realiza además el Orange Bowl, uno de los tazones de fútbol americano universitario más prestigiosos.
También a partir de 2022, se corre el Gran Premio de Miami en el Autódromo Internacional de Miami.